# Kógjoku japán császárnő
Kógjoku császárnő (皇極天皇; Hepburn: Kógjoku-tennó, ’594–661’), más néven Szaimei császárnő (斉明天皇; Hepburn: Szaimei-tennó), a 35. és a 37. uralkodója Japánnak, a hagyományos Japán uralkodói lista szerint.
Kógjoku uralkodása 642-től 645-ig tartott. Szaimei-ként való uralkodása a 655-től a 661-ig terjedő időt öleli fel. Más szavakkal: 
- 642: Miután felemelkedett a trónra, mint Kjógoku-tennó, később lemondott, így reagálva Szoga no Iruka kivégzésére (lásd: Issi Incidens).
- 645: Lemondott a trónról a bátyja javára, aki Kótoku császárként lett híres.
- 654: Kótoku meghalt, a trón üresen maradt.
- 655: Felemelkedett, új uralkodóként: Szajmej-tennóként.
- 661: Saimei ruled until her death caused the throne to be vacant again.

The two reigns of this one woman spanned the years from 642 through 661.
In the history of Japan, Kōgyoku/Saimei was the second of eight women to take on the role of empress regnant.  The sole female monarch before Kōgyoku/Saimei was Suiko-tennō. The six women sovereigns reigning after Kōgyoku/Saimei were Jitō, Genmei, Genshō, Kōken/Shōtoku, Meishō, and Go-Sakuramachi.